# أوكالبتوس إكليلي
أوكالبتوس إكليلي (الاسم العلمي:Eucalyptus coronata) هو نوع من النباتات يتبع جنس الأوكالبتوس من فصيلة الآسية.